# Psychotria salentana
Psychotria salentana är en måreväxtart som beskrevs av Paul Carpenter Standley. Psychotria salentana ingår i släktet Psychotria och familjen måreväxter. Inga underarter finns listade i Catalogue of Life.